# Кривани
Кривани (латыш. Krivāni) — населённый пункт в Аугшдаугавском крае Латвии. Входит в состав Калупской волости. Находится примерно в 4,5 км к югу от села Калупе. По данным на 2015 год, в населённом пункте проживало 35 человек.
В начале XX века в Криванах была построена деревянная старообрядческая моленная. В советское время она имела статус памятника архитектуры.